# Andrew Farriss
Andrew Charles Farriss (ur. 27 marca 1959 w Cottesloe w Perth) – australijski muzyk, członek zespołu INXS.
To on skomponował większą część muzyki INXS i to jemu należy przypisać brzmienie zespołu. Gra na klawiszach, harmonijce, gitarze i perkusji. Zaprzyjaźnił się z Michaela Hutchence'm, którego poznał w Davidson High School w Sydney. Razem z Garry Gary Beers, Kent Kearney i Neil Sanders założyli zespół, który nazwali Doctor Dolphin. Zespół przetrwał jednak tylko rok, ale Andrew, Michael i Garry nie zamierzali kończyć swojej kariery.
W 1977 powstała grupa The Farriss Brothers, która dwa lata później została przemianowana na zespół znany światu pod nazwą INXS. Dołączył do nich Kirk Pengilly oraz dwójka pozostałych braci Farriss: Tim i Jon.
22 kwietnia 1990 poślubił aktorkę i piosenkarkę Shelley Blanks, z którą ma trójkę dzieci: Grace, Josephine i Matthew. Otrzymał wiele nagród i wyróżnień.